# Olympische Sommerspiele 1996/Leichtathletik – 10 km Gehen (Frauen)
Das 10-km-Gehen der Frauen bei den Olympischen Spielen 1996 in Atlanta wurde am 29. Juli 1996 ausgetragen. 44 Athletinnen nahmen an der zweiten und letzten Ausführung dieser Distanz bei Olympischen Spielen teil, 38 erreichten das Ziel. Ab 2000 in Sydney wurde die Distanz für die Geherinnen auf 20 Kilometer verlängert und damit der Streckenlänge der kürzeren Distanz für die Männer angeglichen.
Olympiasiegerin wurde die Russin Jelena Nikolajewa. Sie gewann vor der Italienerin Elisabetta Perrone und der Chinesin Wang Yan.
Für Deutschland starteten Kathrin Boyde und Beate Gummelt. Gummelt wurde disqualifiziert, Boyde kam als Fünfzehnte ins Ziel.

Athletinnen aus der Schweiz, Österreich und Liechtenstein nahmen nicht teil.

## Aktuelle Titelträgerinnen

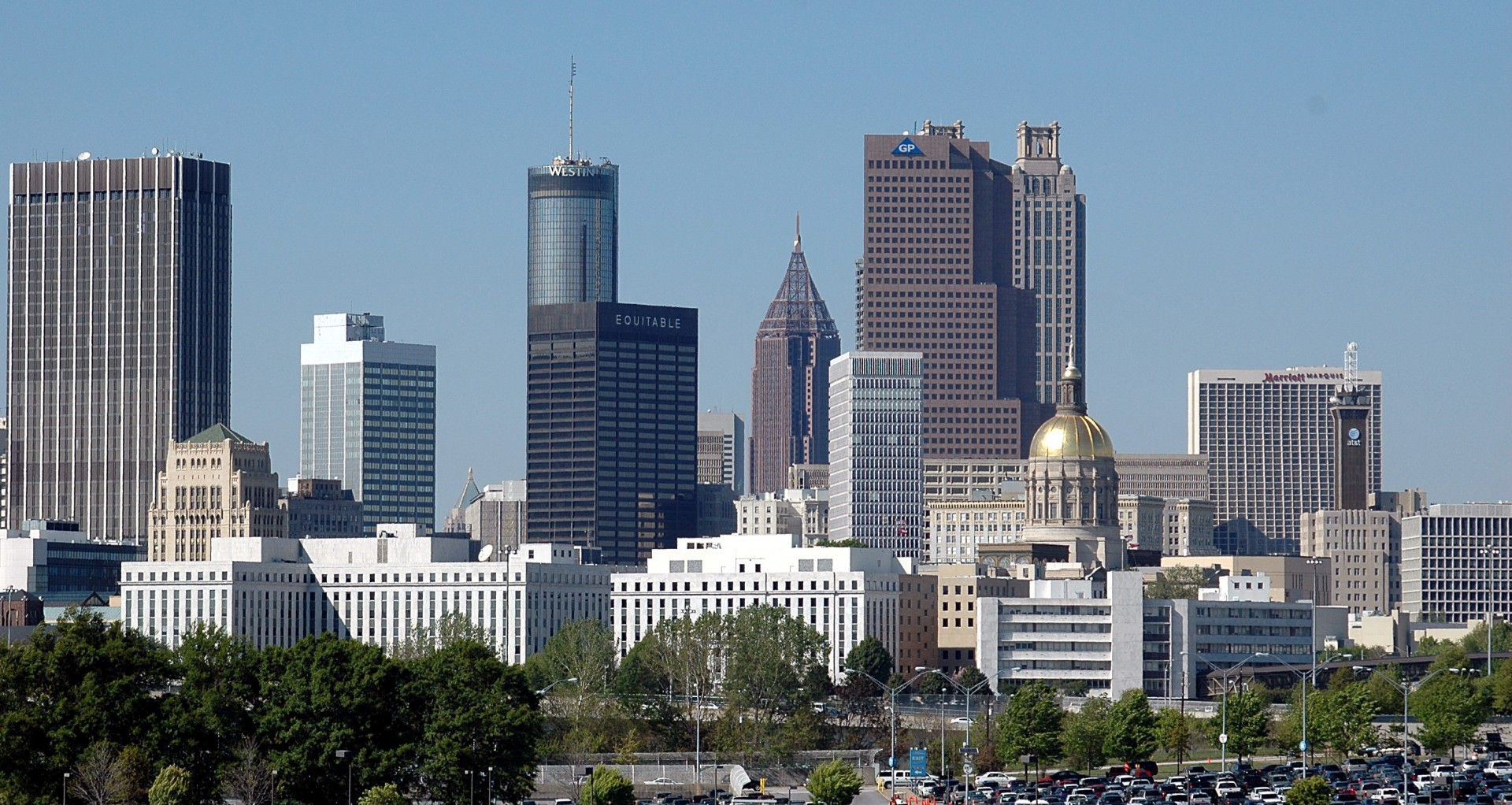
Die Skyline von Atlanta

| Olympiasiegerin 1992                      | Chen Yueling ( Volksrepublik China)    | 44:32 min                             | Barcelona 1992       |
| Weltmeisterin 1995                        | Irina Stankina ( Russland)             | 42:13 min                             | Göteborg 1995        |
| Europameisterin 1994                      | Sari Essayah ( Finnland)               | 42:37 min                             | Helsinki 1994        |
| Panamerikanische Meisterin 1995           | María Graciela Mendoza ( Mexiko)       | 46:31,93 min – 10.000-Meter-Bahngehen | Mar del Plata 1995   |
| Zentralamerika und Karibik-Meisterin 1995 | Francisca Martínez ( Mexiko)           | 47:37 min                             | Guatemala-Stadt 1995 |
| Südamerika-Meisterin 1995                 | Geovana Irusta ( Bolivien)             | 47:57 min                             | São Paulo 1995       |
| Asienmeisterin 1995                       | Feng Haixia ( Volksrepublik China)     | 45:58,76 min – 10.000-Meter-Bahngehen | Jakarta 1995         |
| Afrikameisterin 1996                      | Dounia Kara ( Algerien)                | 23:15,8 min – 5000-Meter-Bahngehen    | Yaoundé 1996         |
| Ozeanienmeisterin 1994                    | Monique Greenoff-Gaffney ( Australien) | 57:09 min                             | Auckland 1994        |

## Bestleistungen / Rekorde

### Bestehende Bestleistungen / Rekorde
Weltrekorde wurden im Straßengehen außer bei Meisterschaften und Olympischen Spielen wegen der unterschiedlichen Streckenbeschaffenheiten nicht geführt.
| Weltbestzeit       | 41:56,2 min | Nadeschda Rjaschkina ( Sowjetunion) | Seattle, USA          | 24. Juli 1990  |
| Olympischer Rekord | 44:32 min   | Chen Yueling ( Volksrepublik China) | OS Barcelona, Spanien | 3. August 1992 |

### Rekordverbesserung
Die russische Olympiasiegerin Jelena Nikolajewa verbesserte den bestehenden olympischen Rekord im Wettbewerb am 29. Juli um 2:43 min auf 41:49 min. Gleichzeitig steigerte sie die Weltbestzeit um 7,2 Sekunden.

## Streckenführung
Der Startpunkt lag im Centennial Olympic Stadium, in dem zunächst anderthalb Runden zurückzulegen waren. Anschließend führte der Weg aus dem Stadion heraus und unterquerte auf der Georgia Avenue den Interstate 85. Gleich danach bog die Strecke nach links auf die Central Avenue ab. Hier begann ein Rundkurs von einem Kilometer Länge, der achtmal zu absolvieren war. Nach Abschluss der letzten Runde führte die Strecke wieder zurück zum Stadion, wo das Ziel lag.

## Ausgangssituation
Favoritin war die russische Weltmeisterin Irina Stankina. Aber sie hatte starke Konkurrentinnen, dies waren vor allem drei Geherinnen: die italienische Vizeweltmeisterin Elisabetta Perrone, Stankinas Landsfrau Jelena Nikolajewa als WM-Dritte von 1995, EM-Dritte von 1994 und Olympiazweite von der 1992, sowie die finnische Europameisterin Sari Essayah, auch WM-Vierte von 1995. Zudem war mit chinesischen Geherinnen zu rechnen, die bei Olympischen Spielen stark auftrumpfen konnten, ohne vorher besonders auf sich aufmerksam gemacht zu haben.

## Ergebnis und Wettbewerbsverlauf

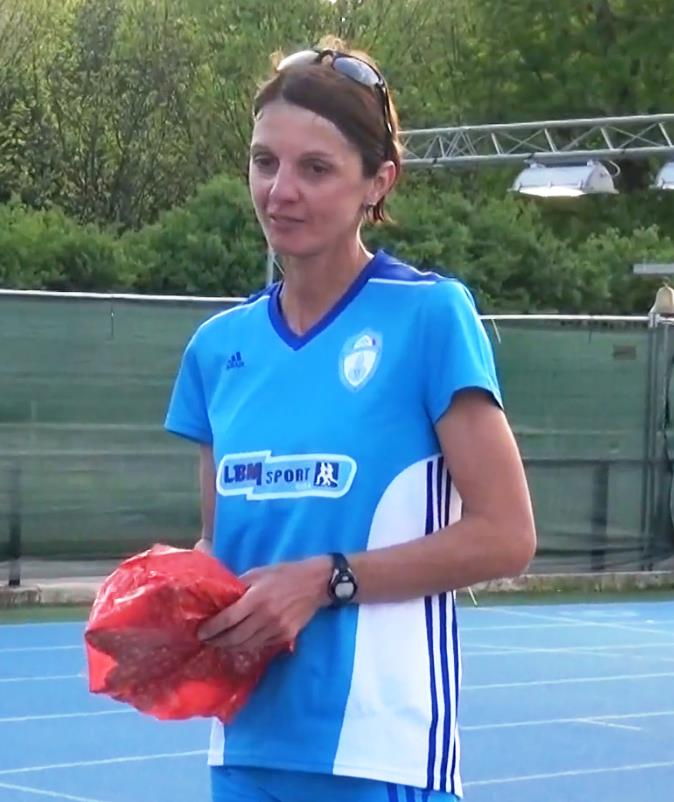
Die fünftplatzierte Rossella Giordano

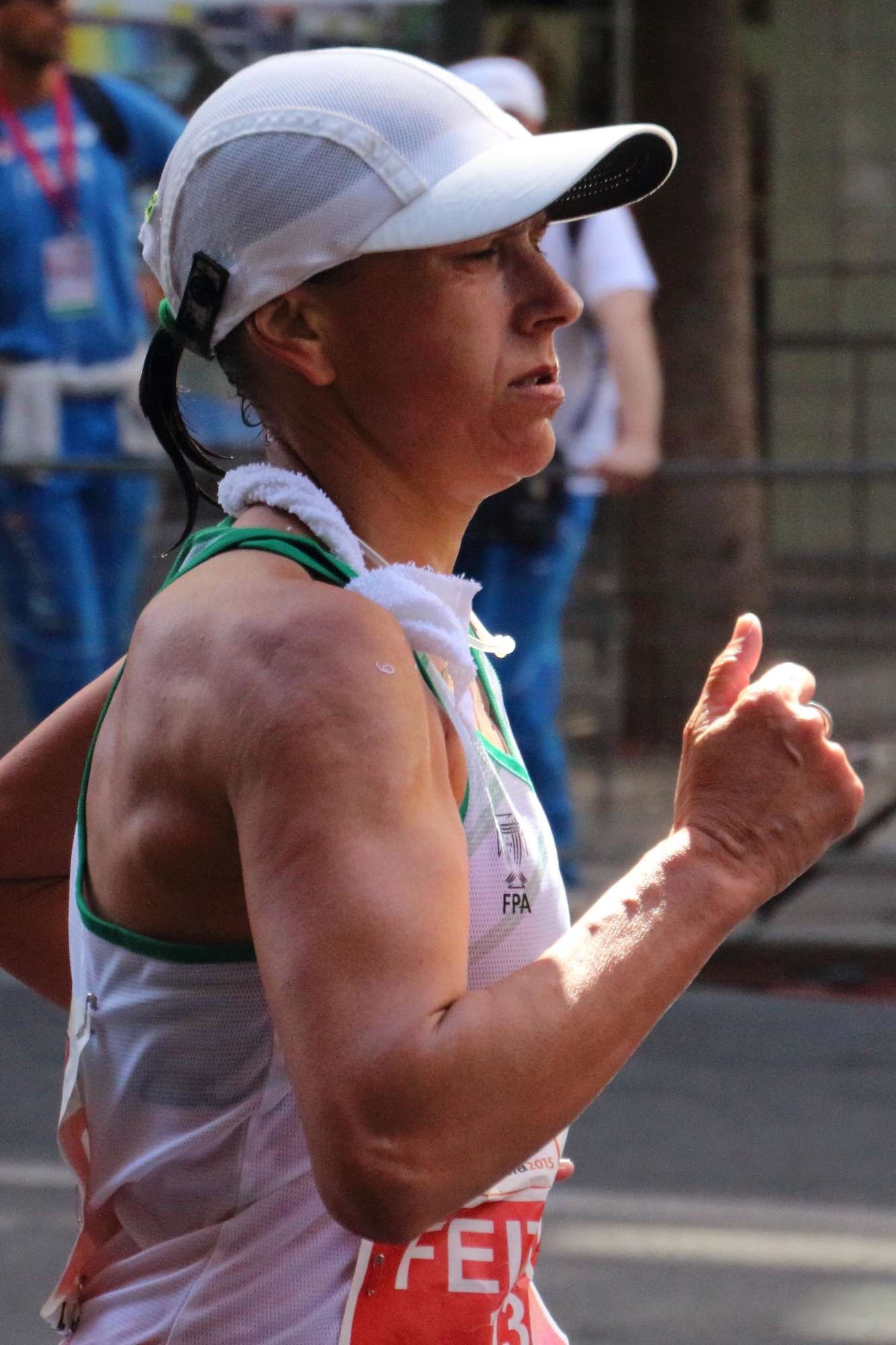
Susana Feitor belegte Rang dreizehn

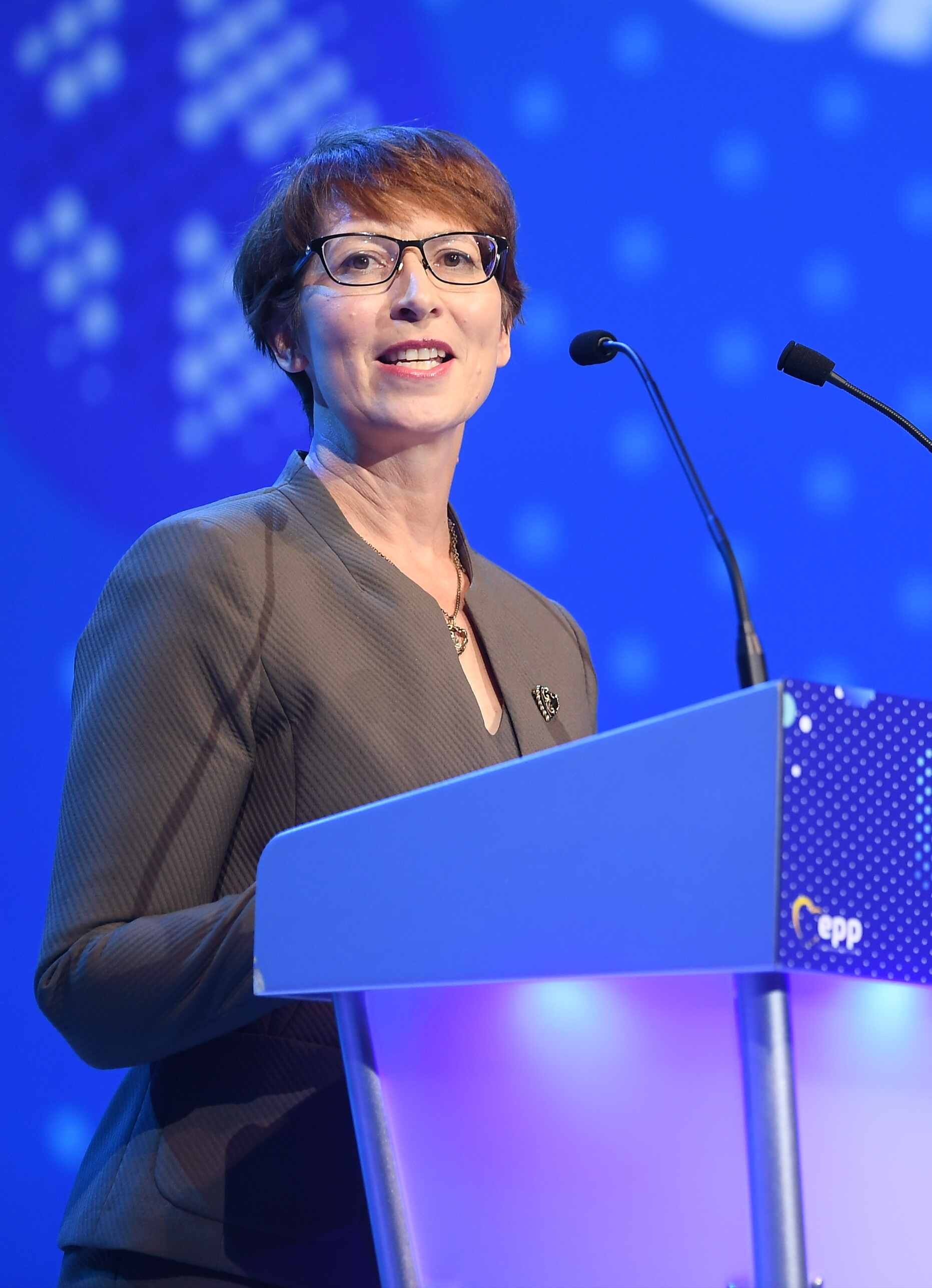
Sari Essayah (hier im Jahr 2018) kam auf den achtzehnten Platz

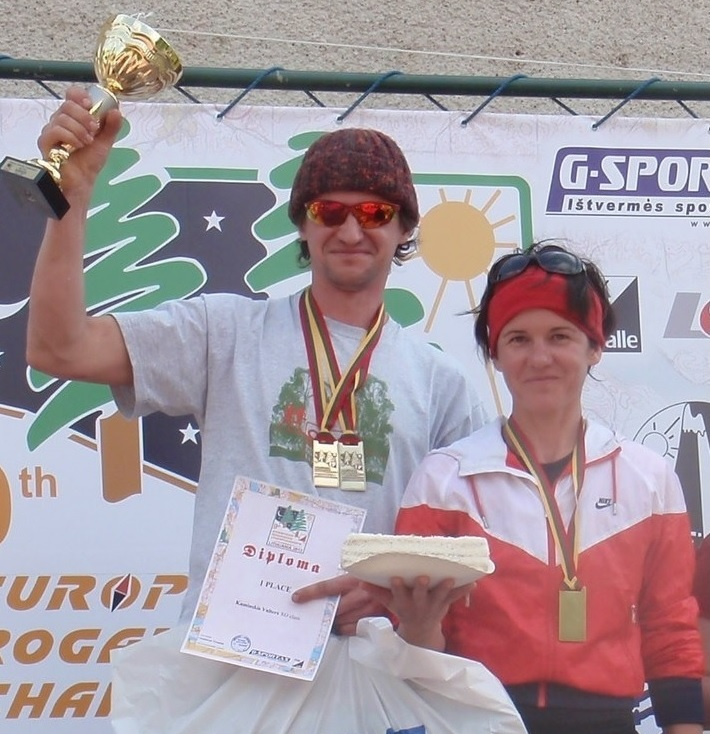
Rang 21 für Anita Liepiņa (rechts, im Jahr 2012)

29. Juli 1996, Start um 8:30 Uhr, Ortszeit Atlanta (UTC−5)
| Zwischenzeiten      | Zwischenzeiten | Zwischenzeiten                                               | Zwischenzeiten |
| Zwischenzeit- marke | Zwischenzeit   | Führende                                                     | 2-km-Zeit      |
| ------------------- | -------------- | ------------------------------------------------------------ | -------------- |
| 2 km                | 8:39 min       | Beate Gummelt in neunköpfiger Spitzengruppe                  | 8:39 min       |
| 4 km                | 16:49 min      | Nikolajewa / Stankina – 5 s vor Perrone / Gummelt / Giordano | 8:10 min       |
| 6 km                | 25:00 min      | Jelena Nikolajewa – 19 s vor Elisabetta Perrone              | 8:11 min       |
| 8 km                | 33:24 min      | Jelena Nikolajewa – 27 s vor Elisabetta Perrone              | 8:24 min       |
| 10 km               | 41:49 min      | Jelena Nikolajewa – 23 s vor Elisabetta Perrone              | 8:25 min       |

| Platz | Athletin               | Land                    | Zeit (min) | Anmerkung |
| ----- | ---------------------- | ----------------------- | ---------- | --------- |
| 01    | Jelena Nikolajewa      | Russland                | 41:49      | WBL / OR  |
| 02    | Elisabetta Perrone     | Italien                 | 42:12      |           |
| 03    | Wang Yan               | Volksrepublik China     | 42:19      |           |
| 04    | Gu Yan                 | Volksrepublik China     | 42:34      |           |
| 05    | Rossella Giordano      | Italien                 | 42:43      |           |
| 06    | Wolha Kardapolzawa     | Belarus                 | 43:02      |           |
| 07    | Katarzyna Radtke       | Polen                   | 43:05      |           |
| 08    | Waljanzina Zybulskaja  | Belarus                 | 43:21      |           |
| 09    | Mária Rosza-Urbanik    | Ungarn                  | 43:32      |           |
| 10    | Jelena Grussinowa      | Russland                | 43:50      |           |
| 11    | Annarita Sidoti        | Italien                 | 43:57      |           |
| 12    | Kerry Saxby-Junna      | Australien              | 43:59      |           |
| 13    | Susana Feitor          | Portugal                | 44:24      |           |
| 14    | Michelle Rohl          | USA                     | 44:29      |           |
| 15    | Kathrin Boyde          | Deutschland             | 44:50      |           |
| 16    | Sari Essayah           | Finnland                | 45:02      |           |
| 17    | Natallja Misjulja      | Belarus                 | 45:11      |           |
| 18    | María Graciela Mendoza | Mexiko                  | 45:13      |           |
| 19    | Anne Manning           | Australien              | 45:27      |           |
| 20    | Debbi Lawrence         | USA                     | 45:32      |           |
| 21    | Swetlana Tolstaja      | Kasachstan              | 45:35      |           |
| 22    | Anita Liepiņa          | Lettland                | 45:35      |           |
| 23    | Deirdre Gallagher      | Irland                  | 45:47      |           |
| 24    | Annastasia Raj         | Malaysia                | 45:47      |           |
| 25    | Janice McCaffrey       | Kanada                  | 45:47      |           |
| 26    | Jane Saville           | Australien              | 45:56      |           |
| 27    | Anikó Szebenszky       | Ungarn                  | 45:57      |           |
| 28    | María Vasco            | Spanien                 | 46:09      |           |
| 29    | Norica Câmpean         | Rumänien                | 46:19      |           |
| 30    | Tatjana Ragossina      | Ukraine                 | 46:25      |           |
| 31    | Nathalie Fortain       | Frankreich              | 46:43      |           |
| 32    | Tina Poitras           | Kanada                  | 46:51      |           |
| 33    | Victoria Lupton        | Großbritannien          | 47:05      |           |
| 34    | Geovana Irusta         | Bolivien                | 47:13      |           |
| 35    | Maja Sassonowa         | Kasachstan              | 47:33      |           |
| 36    | Valérie Nadaud         | Frankreich              | 47:49      |           |
| 37    | Sonata Milušauskaitė   | Litauen                 | 48:05      |           |
| 38    | Kada Delić             | Bosnien und Herzegowina | 48:47      |           |
| DNF   | Encarna Granados       | Spanien                 |            |           |
| DSQ   | Gao Hongmiao           | Volksrepublik China     |            |           |
| DSQ   | Beate Gummelt          | Deutschland             |            |           |
| DSQ   | Victoria Herazo        | USA                     |            |           |
| DSQ   | Yuka Mitsumori         | Japan                   |            |           |
| DSQ   | Irina Stankina         | Russland                |            |           |

Im Anfangsteil übernahm Beate Gummelt, früher bekannt unter ihrem Namen Beate Anders, die Führung vor einer neunköpfigen Spitzengruppe, in der sich außer Sari Essayah alle Favoritinnen befanden. Der Rückstand der Finnin betrug anfangs allerdings nur drei Sekunden. Zusammen mit Jelena Nikolajewa ergriff Irina Stankina nach dem zweiten Kilometer die Initiative und die beiden setzten sich ein wenig von ihren Gegnerinnen ab. Das Tempo wurde nun noch höher und war äußerst schnell. Elisabetta Perrone, Gummelt und die Italienerin Rossella Giordano folgten mit fünf Sekunden Rückstand. Doch schon nach sechs Kilometern wurde Stankina disqualifiziert. Gummelt fiel im weiteren Verlauf zurück und musste dann nach Kilometer acht ebenfalls eine Disqualifikation hinnehmen. Jelena Nikolajewa war nun alleine vorn und ging unangefochten zum Olympiasieg. Dabei verbesserte sie den olympischen Rekord um 2:43 min und unterbot auch die bestehende Weltbestzeit um siebzehn Sekunden. Hinter ihr errang Elisabetta Perrone mit einem Rückstand von 23 Sekunden die Silbermedaille. Sieben Sekunden hinter Perrone erreichte die Chinesin Wang Yan als Dritte das Ziel. Sie hatte sich von Position sieben bei Kilometer vier vorbei an zwei vor ihr liegenden Gegnerinnen immer weiter nach vorne gearbeitet und sicherte sich so die Bronzemedaille vor ihrer Landsfrau Gu Yan und Rossella Giordano.

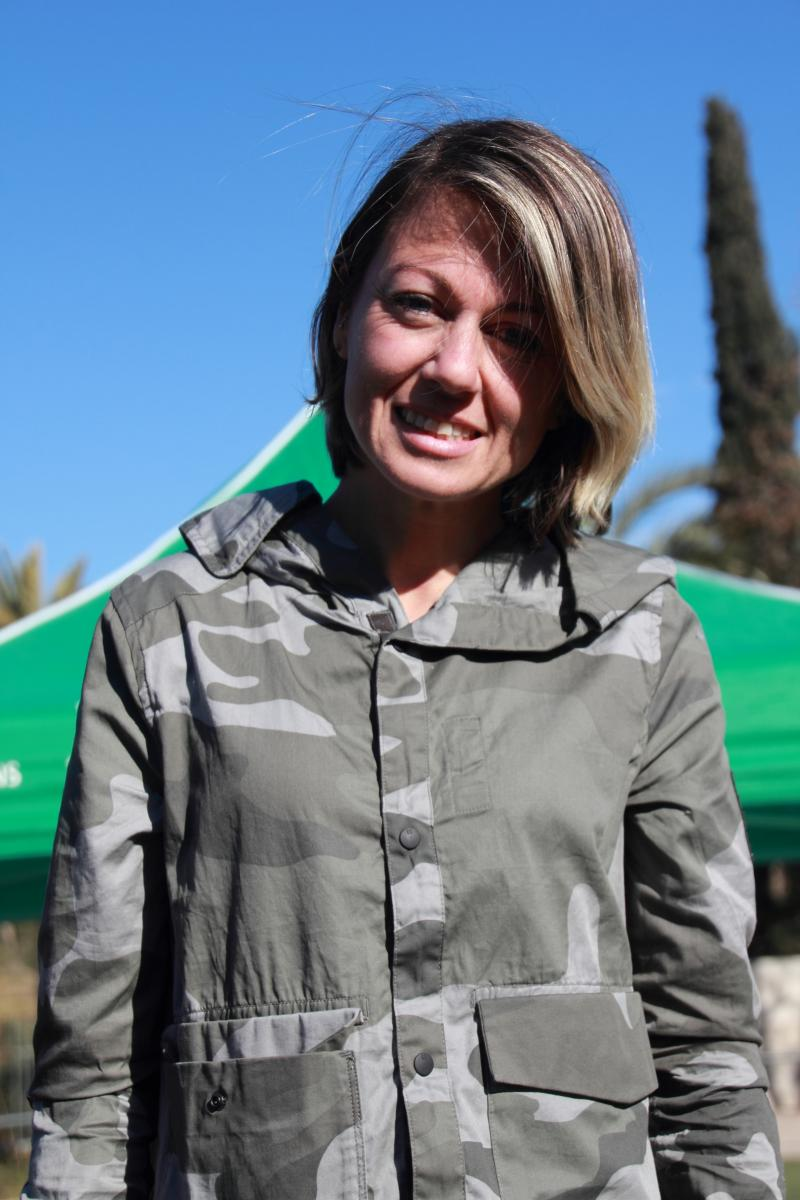
María Vasco (Foto: 2012) erreichte Platz 28
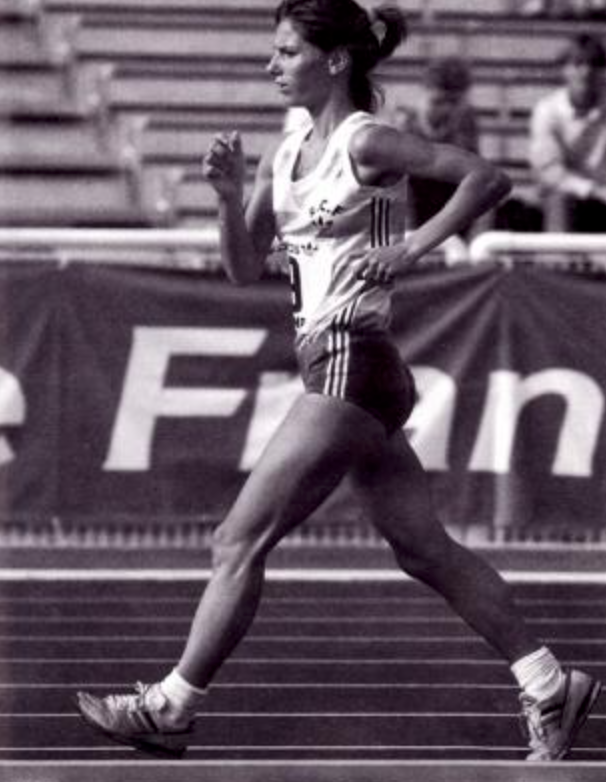
Nathalie Fortain – Rang 31
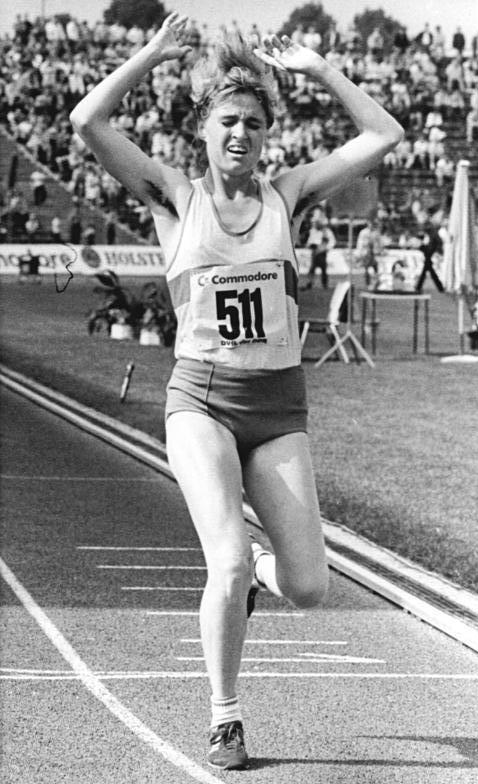
Beate Gummelt wurde disqualifiziert

## Videolinks
- 5766 World Track and Field 1995 10km Walk Women, youtube.com, abgerufen am 17. Januar 2022
- Women's 4x400m Relay Atlanta Olympics 1996, youtube.com, abgerufen am 14. März 2018